# Los Palacios y Villafranca
Los Palacios y Villafranca è un comune spagnolo di 36 824 abitanti situato nella comunità autonoma dell'Andalusia.

## Amministrazione

### Gemellaggi
- Tifariti
- Rivanazzano Terme